# Floris Nollet
 (décembre 2020).
Si vous disposez d'ouvrages ou d'articles de référence ou si vous connaissez des sites web de qualité traitant du thème abordé ici, merci de compléter l'article en donnant les références utiles à sa vérifiabilité et en les liant à la section « Notes et références ».
Pour les articles homonymes, voir Nollet.
Floris Nollet est un physicien et inventeur belge, né le 16 septembre 1794 à Élouges et mort le 11 janvier 1853 à Ixelles.

## Biographie
Après avoir suivi ses humanités au collège de Mons, Floris Nollet choisi la carrière militaire et prend part à plusieurs campagnes, étant blessé et fait prisonnier. 
Après 1814, il entre comme élève en pharmacie chez Gossart, à Mons, avec qui il étudie les sciences naturelles, physiques, chimiques et pharmaceutiques. Après avoir passé l'examen de pharmacien, il va parfaire sa formation à Paris et s'installe en tant que pharmacien à Ath, y donnant des cours et des conférences scientifiques.
La révolution de 1830 le fait s'installer à Bruxelles, ou il est attaché au Musée des arts et de l'industrie. Parallèlement, il confectionne et invente des instruments de physique. 
En 1835, il est nommé professeur de physique à l'Université libre de Bruxelles, puis en 1840 à l'École royale militaire
Il exerce également les fonctions de commissaire du gouvernement pour les affaires d'industrie et de président de la Société royale des sciences médicales et naturelles de Bruxelles.

## Travaux
Floris Nollet a conçu des plans pour les générateurs à grande échelle pour l'industrie de la galvanisation, pour feux de la rampe, et pour les lampes à arc, une amélioration de la génératrice électromagnétique du physicien français Hippolyte Pixii. 
Il obtient en Angleterre en 1850, un brevet pour sa conception d'un générateur magnéto-électrique pour décomposer l'eau par électrolyse, le générateur étant actionné par une machine à vapeur.

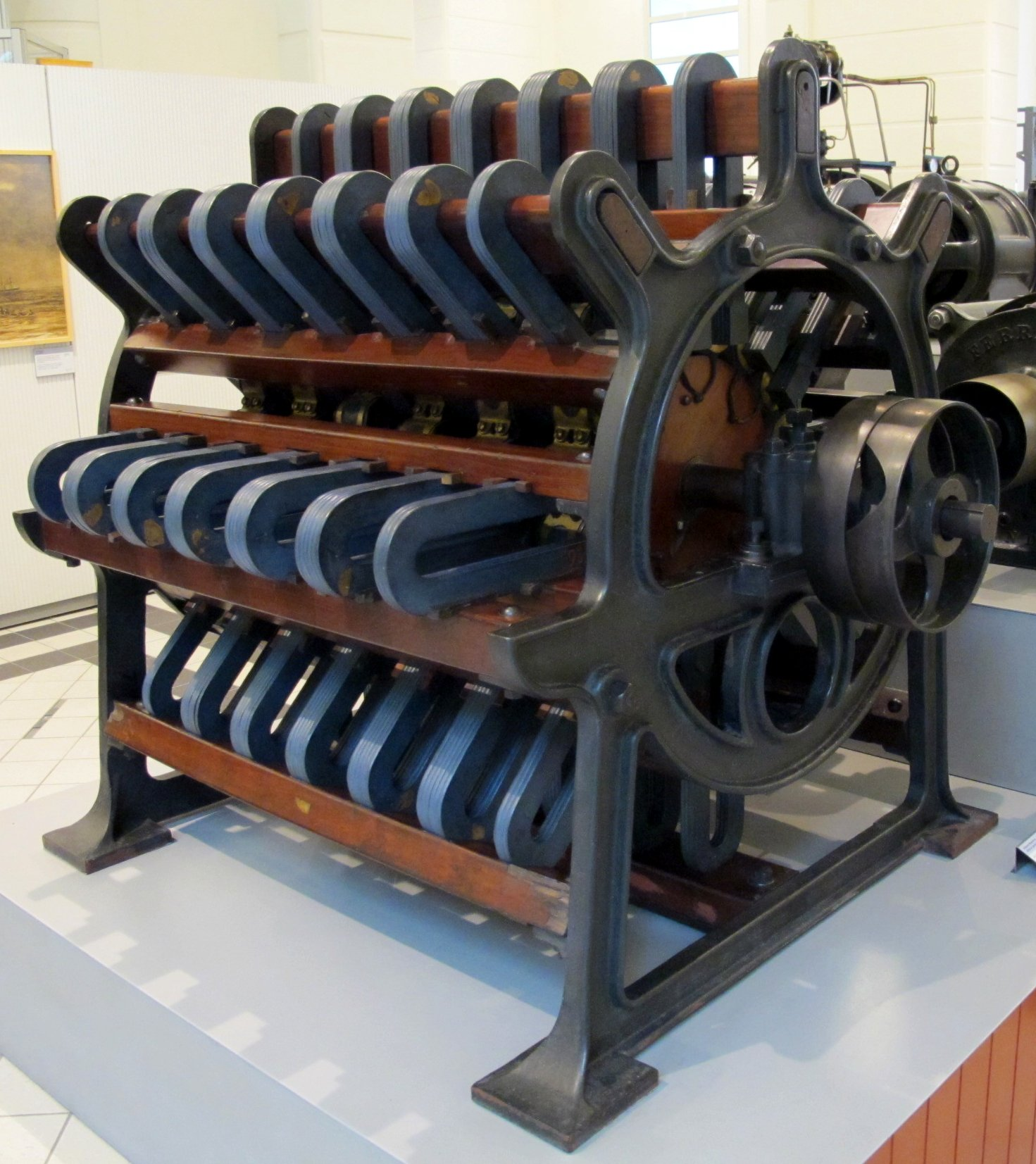
Générateur électrique pour l'Alliance (vers 1870)
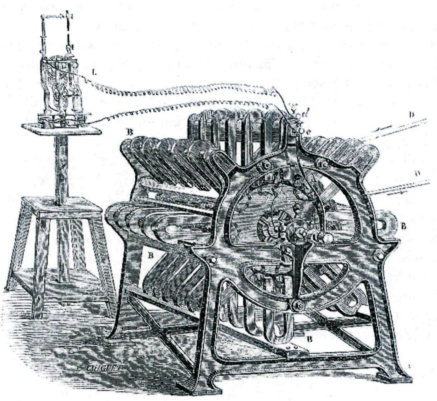
Plan d'un générateur électrique pour lampe à arc (1895)
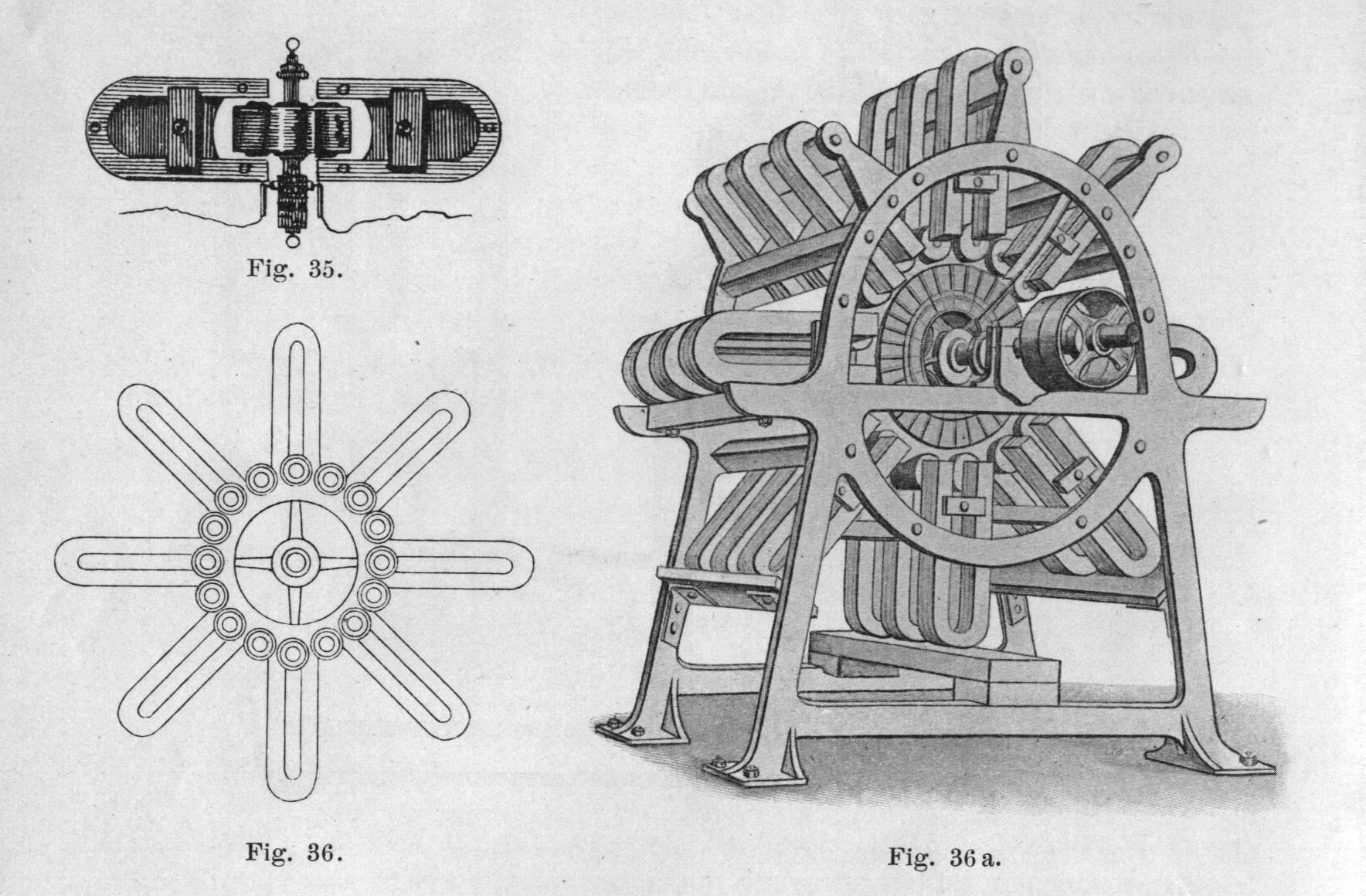
Plan d'un générateur électrique pour l'Alliance (1906)